# Hans-Joachim Reis
Hans-Joachim Reis (* 12. Februar 1926 in Wimmelburg, Mansfelder Seekreis; † 6. Juni 2023) war ein deutscher Politiker der CDU.

## Leben
Reis besuchte die Volksschule und die Höhere Schule, an der er das Abitur ablegte. Nach einem Studium der Wirtschafts- und Sozialwissenschaften an der Universität Münster wurde er Diplom-Volkswirt. Ab 1954 war er als Angestellter in einem Industrieunternehmen tätig.
Hans-Joachim Reis starb am 6. Juni 2023.

## Politik
Hans-Joachim Reis war seit 1952 Mitglied der CDU. Ab März 1961 wurde er Mitglied des Rates der Stadt Bielefeld.
Hans-Joachim Reis war vom 25. Juli 1966 bis 27. Mai 1975 Mitglied des 6. und 7. Landtages von Nordrhein-Westfalen, in den er jeweils über die Landesliste einzog.